# Dietetyk
Dietetyk (fr. diététique, łac. diaetetica, gr. d~aita) – wykwalifikowany specjalista ochrony zdrowia, który posiada szeroką wiedzę w zakresie żywienia człowieka zdrowego i chorego. Poprzez dobór odpowiedniej diety prowadzi profilaktykę chorób dietozależnych oraz jest odpowiedzialny za leczenie żywieniowe w różnych stanach chorobowych. Zajmuje się również upowszechnianiem wiedzy w zakresie prawidłowego żywienia. Dietetyk w ogólnym rozumieniu jest interdyscyplinarnym specjalistą medycznym zajmującym się wpływem żywności i żywienia na zdrowie człowieka.

## Zadania dietetyka
- planowanie, nadzorowanie i wdrażanie, opartego na podstawach naukowych, żywienia indywidualnego, zbiorowego oraz leczniczego w różnych grupach ludności
- profilaktyka i leczenie dietetyczne chorób dietozależnych
- ocena stanu odżywienia, sposobu żywienia i zapotrzebowania na składniki odżywcze pacjentów oraz wydawanie stosownych opinii
- rozpoznawanie, zapobieganie i współuczestniczenie w leczeniu otyłości i niedożywienia, w tym niedożywienia szpitalnego
- prowadzenie dokumentacji dotyczącej żywienia i stanu odżywienia pacjentów;
- prowadzenie oświaty zdrowotnej w zakresie zasad prawidłowego żywienia m.in. wśród dzieci, młodzieży, kobiet ciężarnych i karmiących oraz osób w wieku podeszłym[1]
- ocena wzajemnego wpływu farmakoterapii i żywienia
- planowanie żywienia indywidualnego i zbiorowego dla wszystkich grup ludności
- planowanie żywienia dla osób w różnym wieku
- planowanie jadłospisów - opracowywanie diet żywieniowych
- opracowywanie procesu przygotowywania potraw i obróbki termicznej produktów żywnościowych
- nadzorowanie żywienia w placówkach żywienia zbiorowego[3]

## Edukacja
Obecnie w Polsce kształcenie w zawodzie dietetyka odbywa się na poziomie wyższych studiów zawodowych na kierunku dietetyka:
- licencjackich – pierwszego stopnia (trwają nie krócej niż 6 semestrów, z obowiązkową praktyką zawodową)
- magisterskich – drugiego stopnia (trwają nie krócej niż 4 semestry, z obowiązkową praktyką zawodową[4]

W latach wcześniejszych (rozpoczęcie studiów przed 1 października 2007 r.) kształcenie w zawodzie dietetyka, zgodne z obecnymi wymaganiami odbywało się na kierunkach: technologia żywności i żywienie człowieka (specjalność żywienie człowieka) oraz zdrowie publiczne (specjalność dietetyka).
W toku studiów realizowane są m.in. takie przedmioty jak: anatomia człowieka, fizjologia człowieka, farmakologia, biochemia, mikrobiologia, chemia spożywcza, towaroznawstwo spożywcze, psychologia kliniczna, choroby wewnętrzne, żywienie w chorobach wewnętrznych, żywienie w chirurgii, pediatria, żywienie niemowląt, alergologia, żywienie w alergiach, podstawy onkologii, żywienie w chorobach onkologicznych, podstawy diabetologii, żywienie w cukrzycy, interakcje leków z żywnością, dietoterapia, toksykologia żywności, higiena i bezpieczeństwo żywności, analiza i ocena jakości żywności, diagnostyka laboratoryjna, prawo medyczne, parazytologia, genetyka, kwalifikowana pierwsza pomoc, edukacja żywieniowa, technologia żywności, epidemiologia żywieniowa, immunologia, zdrowie publiczne, metodologia badań, żywienie kobiet ciężarnych i karmiących, dietoprofilaktyka i leczenie dietetyczne chorób niezakaźnych i żywieniowo zależnych, zasady i organizacja żywienia zbiorowego i żywienia w szpitalach, przechowalnictwo żywności.

## Miejsca zatrudnienia dietetyków
- publiczne i niepubliczne zakłady opieki zdrowotnej
- poradnie żywieniowe, chorób metabolicznych, chorób przewodu pokarmowego
- gabinety odnowy biologicznej
- kluby fitness
- zakłady dostarczające pożywienie do szpitali i innych placówek zbiorowego żywienia (catering)
- organizacje konsumenckie
- placówki sportowe
- szkolnictwo
- instytuty naukowo-badawcze
- inspekcje zajmujące się kontrolą żywności i żywienia
- organizacje zajmujące się doradztwem w zakresie żywienia ludzi oraz upowszechnianiem wiedzy o żywieniu człowieka[7].

## Stowarzyszenia dietetyków
- w Polsce:
  - Polskie Stowarzyszenie Dietetyków
  - Polskie Towarzystwo Dietetyki[8]
- na świecie:
  - British Dietetic Association[9]